# Арларово
Арла́рово (рос. Арларово, башк. Арлар) — присілок у складі Ішимбайського району Башкортостану, Росія. Входить до складу Сайрановської сільської ради.
Населення — 210 осіб (2010; 211 в 2002).
Національний склад:
- башкири — 90%